# إمبراطور الآيس كريم (رواية)
إمبراطور الآيس كريم (بالإنجليزية: The Emperor of Ice-Cream)‏ هي رواية للكاتب الكندي برايان مور، نشرت عام 1965، عن دار نشر ماكليلاند آند ستيوارت في كندا، وفايكنغ بريس في الولايات المتحدة، وأندريه ديوتش في الولايات المتحدة.